# Sankt Martin am Tennengebirge
Sankt Martin am Tennengebirge osztrák község Salzburg tartomány Sankt Johann im Pongau-i járásában. 2019 januárjában 1662 lakosa volt. 

## Elhelyezkedése

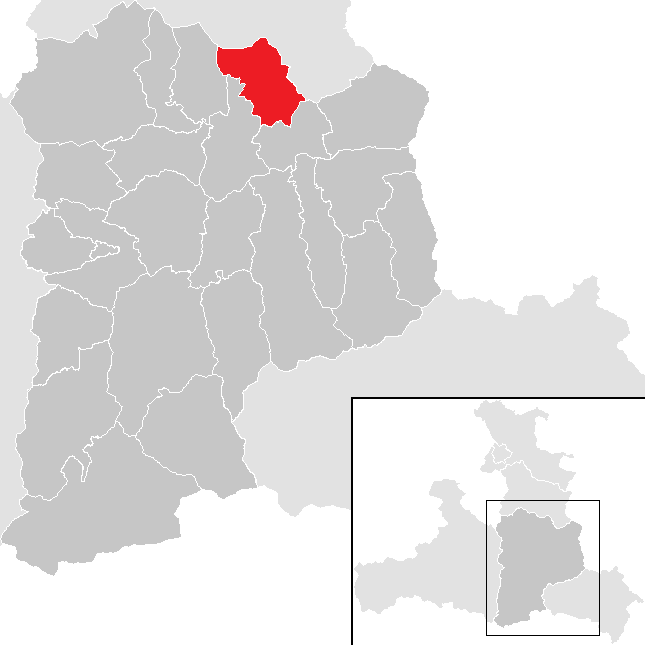
Sankt Martin am Tennengebirge a St. Johann im Pongau-i járásban

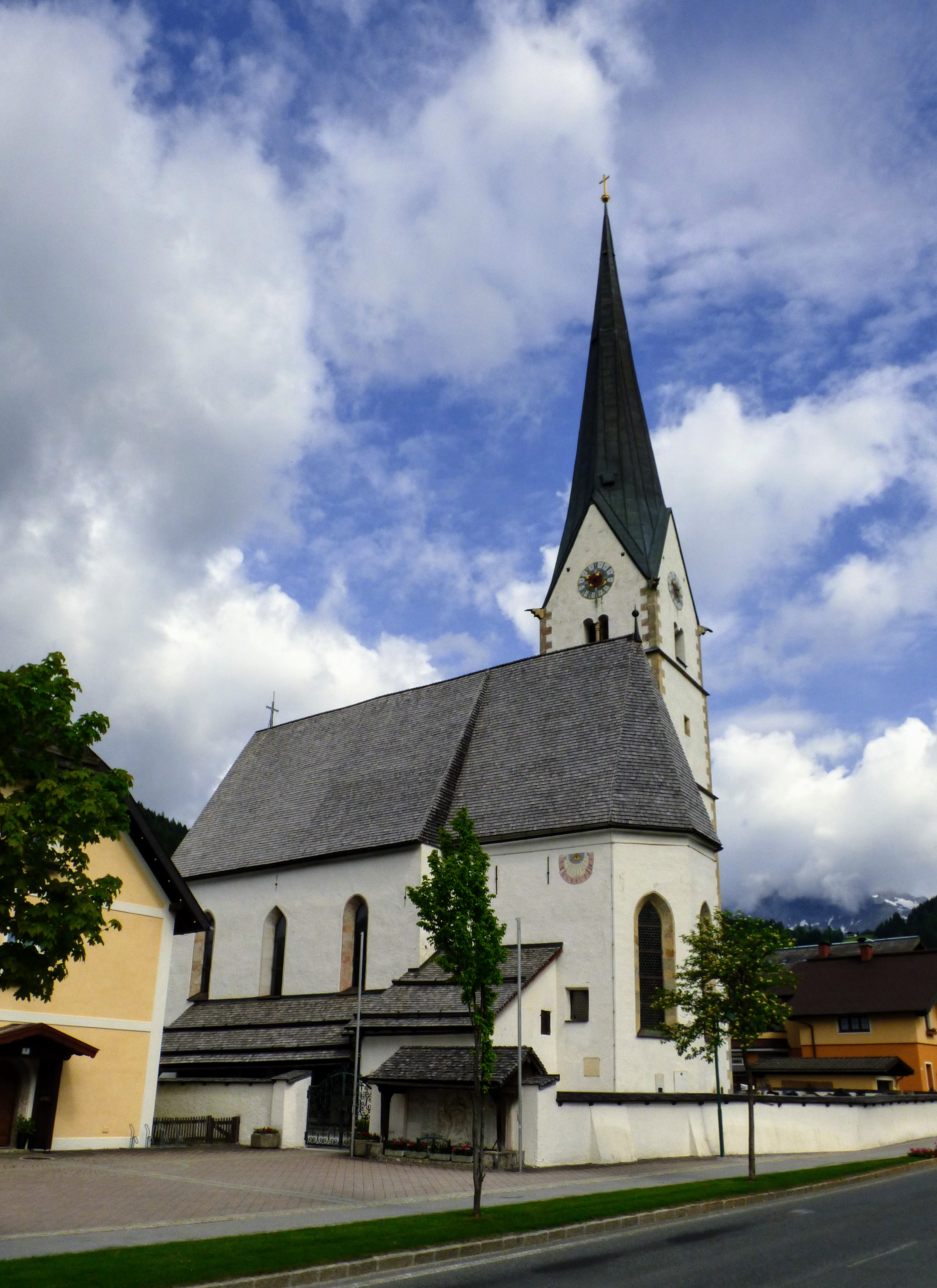
A Szt. Márton-plébániatemplom

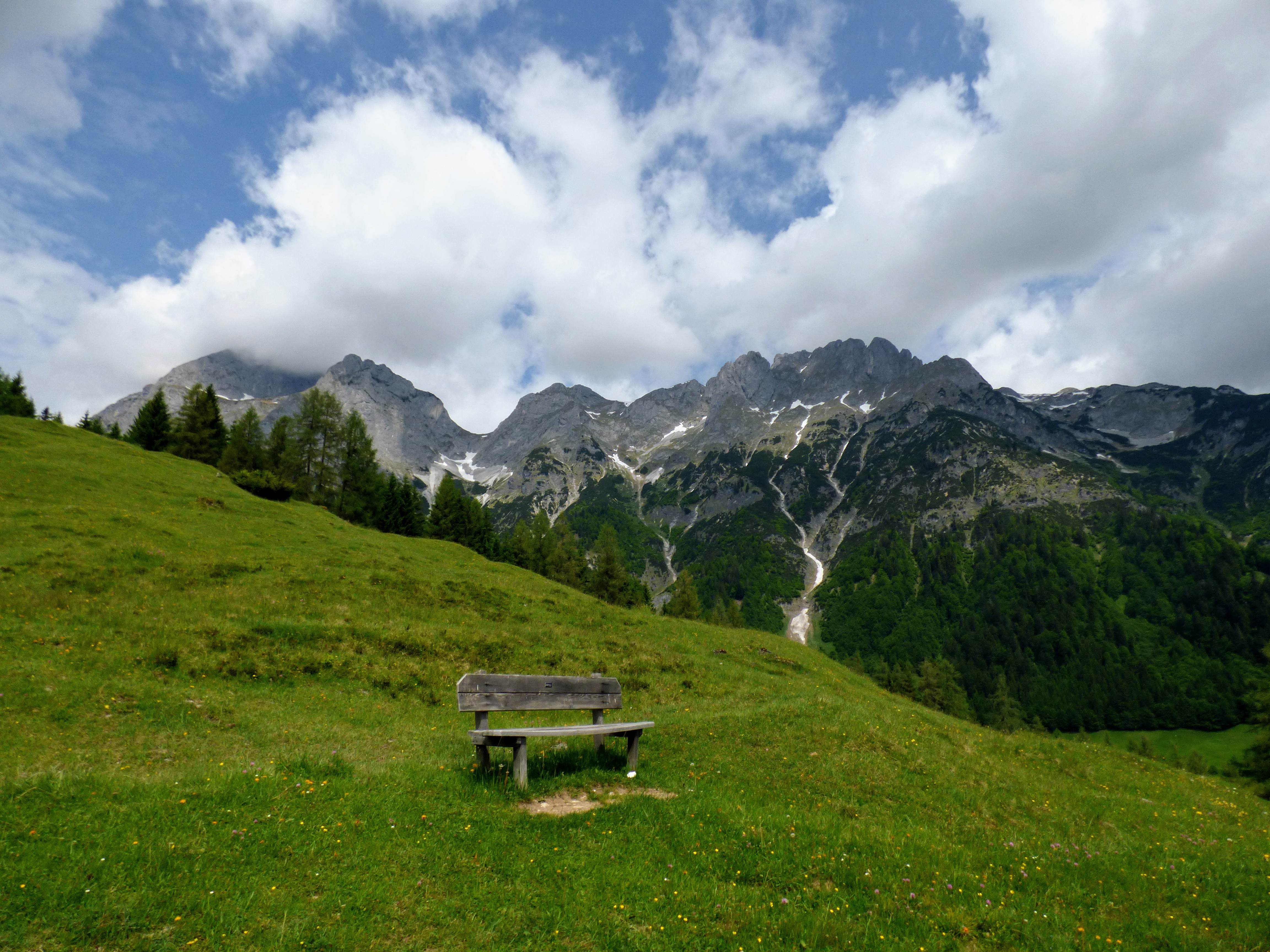
Lammertali táj

Sankt Martin am Tennengebirge Salzburg tartomány Pongau régiójában fekszik az északnyugatra lévő, Északi Mészkő-Alpokhoz tartozó Tennen-hegység és a délkeleti Gerzkopf (a Dachstein-hegység előhegye) közötti völgyben. Az önkormányzat két települést egyesít: Sankt Martin am Tennengebirge (1083 lakos 2018-ban) és Lammertal (583 lakos). 
A környező önkormányzatok: délkeletre Eben im Pongau, délnyugatra Hüttau, nyugatra Werfenweng, északra Abtenau, keletre Annaberg-Lungötz.

## Története
St. Martin templomát 1170-ben említik először. A falu neve ekkor még Viltz ("erdő") volt; a későbbiekben Fricenwald St. Martin in the Viltz, vagy 1521-ben a St. Martinswinkel is előfordult. Neve véglegesen csak a 16. századra alakult ki. Saját egyházközsége 1857-ben alakult meg. 
A községet 1970-ig St. Martin bei Hüttau-nak hívték, ekkor a salzburgi tartományi tanács a község kérésére megváltoztatta. 

## Lakosság
A Sankt Martin am Tennengebirge-i önkormányzat területén 2017 januárjában 1666 fő élt. A lakosságszám 1939 óta gyarapodó tendenciát mutat. 2016-ban a helybeliek 90,4%-a volt osztrák állampolgár; a külföldiek közül 3,9% a régi (2004 előtti), 2% az új EU-tagállamokból érkezett. 2,2% a volt Jugoszlávia (Szlovénia és Horvátország nélkül) vagy Törökország, 1,4% egyéb országok polgára. 2001-ben a lakosok 89,6%-a római katolikusnak, 1,4% evangélikusnak, 4,1% mohamedánnak, 2,8% pedig felekezet nélkülinek vallotta magát. Ugyanekkor a legnagyobb nemzetiségi csoportot a németek (94,3%) mellett a horvátok (2,6%) és a törökök (1%) alkották. 
A lakosság számának változása:

| 2016 | 1 607 |
| 2018 | 1 666 |

## Látnivalók
- a Szt. Márton-plébániatemplom 1430-ban készült gótikus épület, beltere barokk stílusú.

## Fordítás
- Ez a szócikk részben vagy egészben  a   St. Martin am Tennengebirge című német Wikipédia-szócikk ezen változatának fordításán alapul.  Az eredeti cikk szerkesztőit annak laptörténete sorolja fel. Ez a jelzés csupán a megfogalmazás eredetét és a szerzői jogokat jelzi, nem szolgál a cikkben szereplő információk forrásmegjelöléseként.